# أوكسبيكر
طائر الاوكسبيكر (بالإنجليزية: -Oxpecker)‏ الأسم العلمي(بالإنجليزية:  Oxpecker)‏ هو طائر ينتمي إلى عائلة بوفاجو (بالإيطالية: Bufago)‏ . هناك نوعان من من طائر الاوكسبيكر، هما طائر الاوكسبيكر الأحمر المنقار والأصفر المنقار،
وهو طائر بريش ذو اللون البني الفاتح وهناك اثنين من سلالات طائر الاوكسبيكر التي تختلف في الحجم والشكل واللون (المنقار الأصفر أو المنقار الأحمر).
وهو نوع من مملكة الجواثم وهو من الطيور في فصيلة زرزور وأقرب الطيور ألى طائر المينة.

## أنتشار الطائر
يتواجد طائر أوكسبيكر في السافانا في أفريقيا جنوب الصحراء الكبرى. وهي تمتد عبر إثيوبيا والصومال من خلال كينيا وتنزانيا وملاوي وزامبيا إلى جنوب إفريقيا وبوتسوانا وزيمبابوي وجنوب موزمبيق وجنوب شرق إفريقيا . 

### الموئل
يمكن العثور على طائر الاوكسبيكر فقط جنوب الصحراء الكبرى في أفريقيا (الأنواع المتوطنة في أفريقيا في جنوب الصحراء الكبرى) . طائر الاوكسبيكر يسكن السافانا المفتوحة والسهول العشبية ومناطق الشجيرات المتناثرة .

## وصف
طائر الاوكسبيكر لديه أقدام قصيرة مع ثلاثة أصابع في الأمام وإصبع واحد في الخلف . طائر الاوكسبيكر لديه مخالب حادة، وريش ذيل طويل .
ويكون لون الطائر عند البلوغ هو البني الداكن. تأخذ لون الزيتون الداكن في البداية، ولكنها تأخذ تدريجياً ألوان البالغين بعد أربعة أشهر.  

## السلوك
يستخدم طائر الاوكسبيكر ذو المنقار الأحمر حركة السكيسورينغ لاستخراج الحشرات المتشابكة في الشعر الطويل . و يستخدم طائر الاوكسبيكر ذو المنقار الأصفر حركة المهاجمي بهدف انتزاع الحشرات من الفراء من الحيوانات ذات الشعر القصير مثل الجاموس ووحيد القرن .

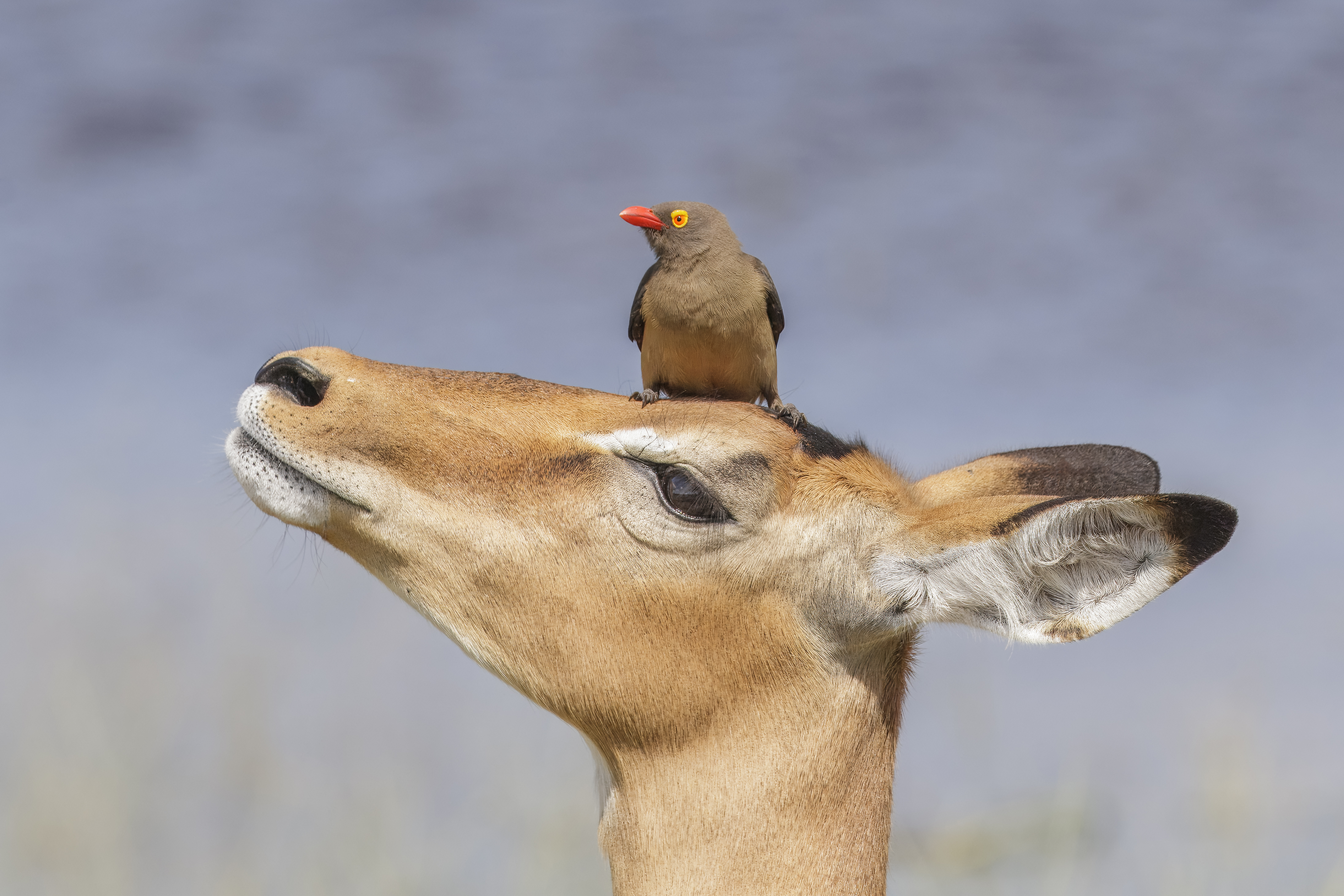
على رأس نعجة إمبالا
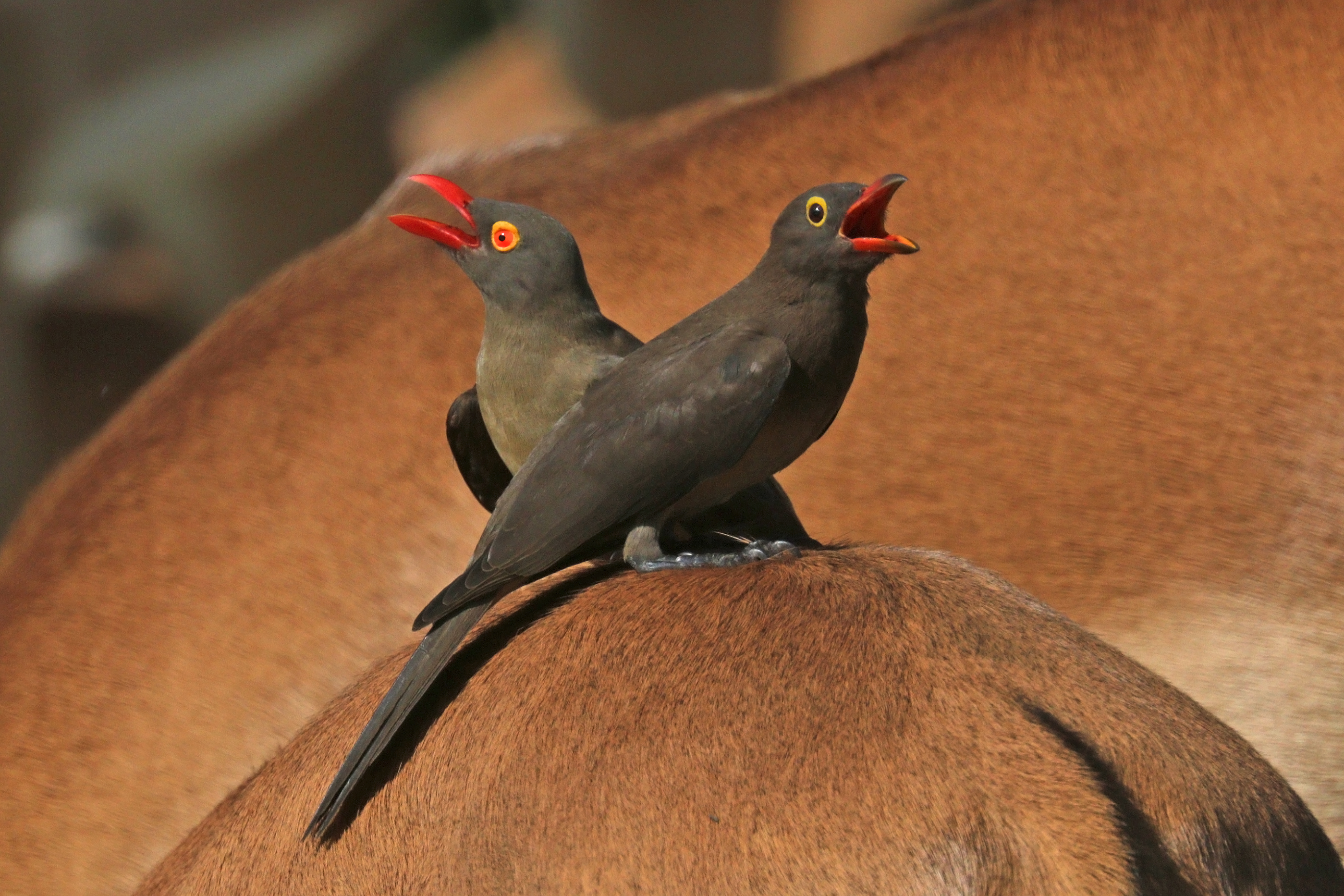
طائر أوكسبيكر البالغ
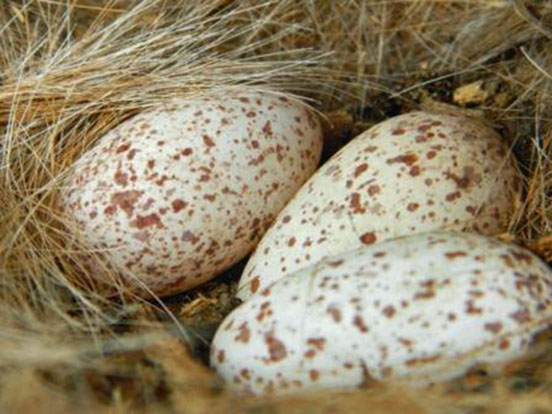
بيض طائر الأوكسبيكر في إمبالا ، كينيا
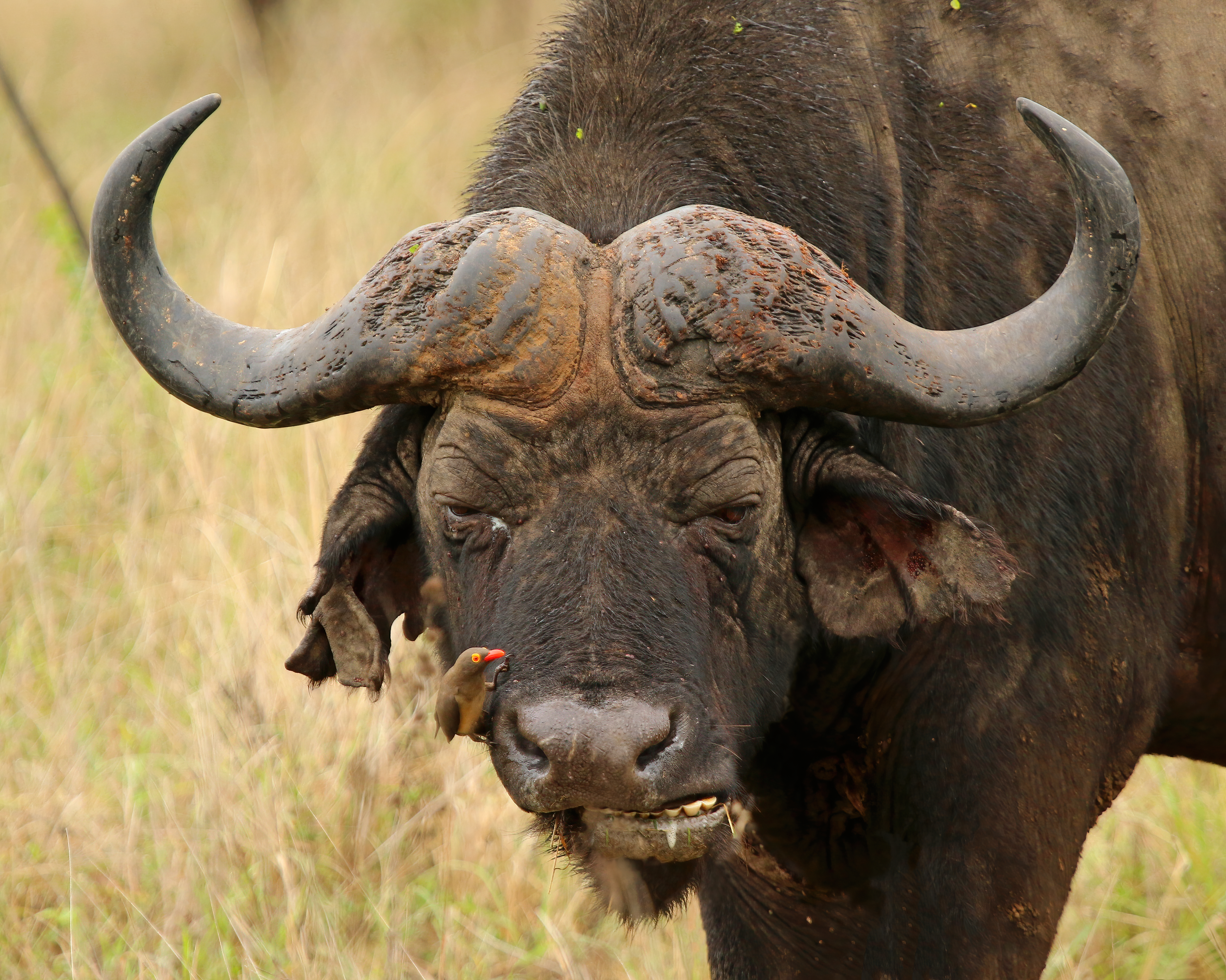
على ظهر الجاموس الأفريقية

## الحجم
طائر الاوكسبيكر يمكن أن يصل طوله إلى 8-9 بوصات ويمكن لوزنه أن يصل إلى 1.75 أوقية .

## الانقراض
طائر الاوكسبيكر من الحيوانات التي تعتبر منقرضة تقريبا في البرية منذ بداية القرن ال20 ، وذلك بسبب المطاردة المفرطة من قبل الجاموس ووحيد القرن، بالإضافة إلى تسممهم بالزرنيخ . بعد عدة سنوات من تربية طائر الاوكسبيكر في الأسر، أعيد هذا طائر الاوكسبيكر إلى البرية، حتى تم سرده من ضمن الأنواع المعرضة لخطر الانقراض .

## التزاوج
فترة تزاوج طائر الاوكسبيكر من سبتمبر إلى فبراير ، وذلك خلال موسم الأمطار . تبدأ مرحلة التزاوج بالمغازلة على ظهور مضيفيهم . تضع الأنثى من 2-3 بيضات في عشها المتواجد في الشجرة الجوفاء أو في شقوق الصخور . تصطف أعشاش طائر الاوكسبيكر مع العشب والشعر لإزالتها من الفراء من مضيفيهم . كلا الوالدين يقوما برعاية البيض . هناك قليل من صغار الطيور ولكن الأكبر عمراً عن حديثي الولادة، يقوما بالمساعدة في تربية الكتاكيت .
فترة حضانة الصغار تستغرق نحو 12-13 يوما . بينما تبقى الفراخ في العش خلال 30 يوم من الأيام الأولى من حياتهم . صغار الطيور تعتمد على المواد الغذائية المقدمة من قبل والديهم خلال 4 أشهر الأولى .

## معرض الصور

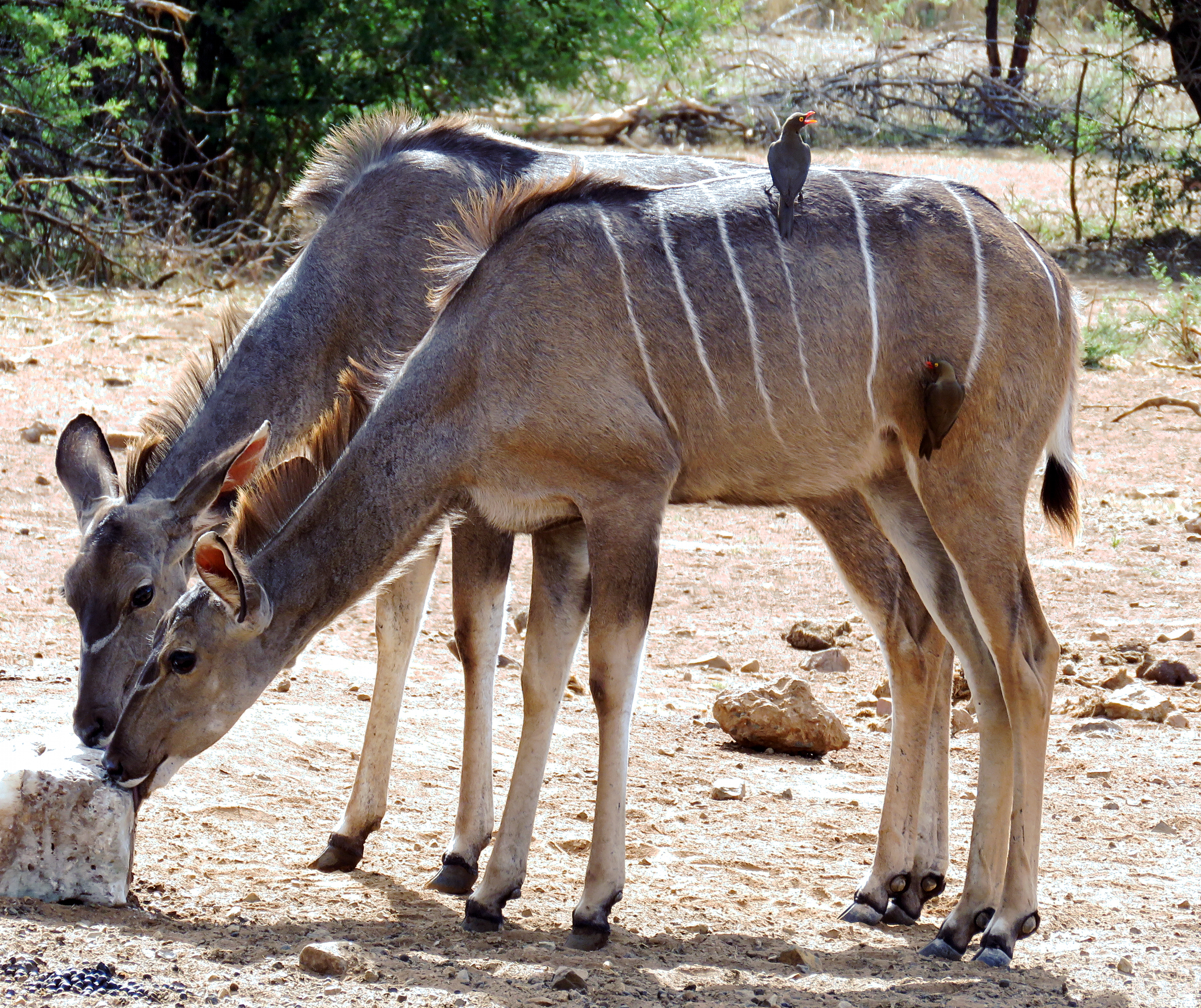
أوكسبيكر أحمر

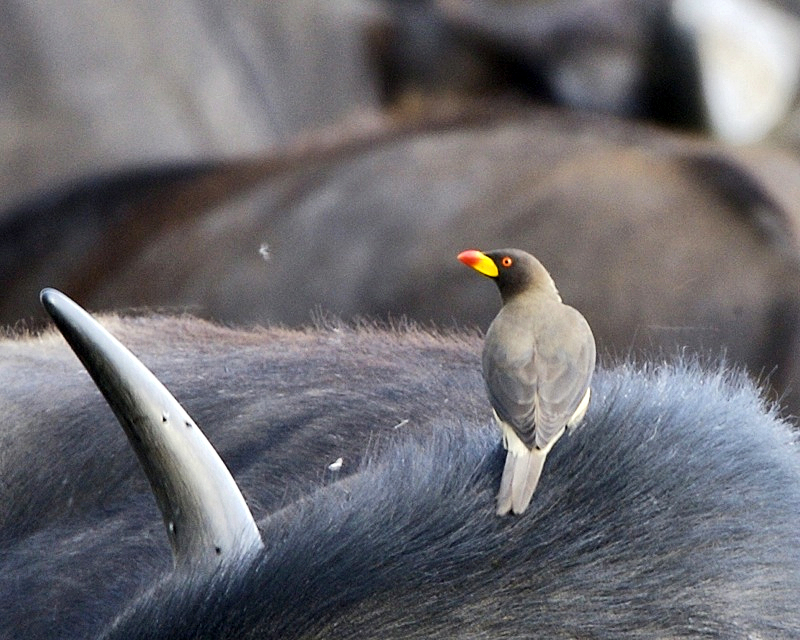
أوكسبيكر أصفر

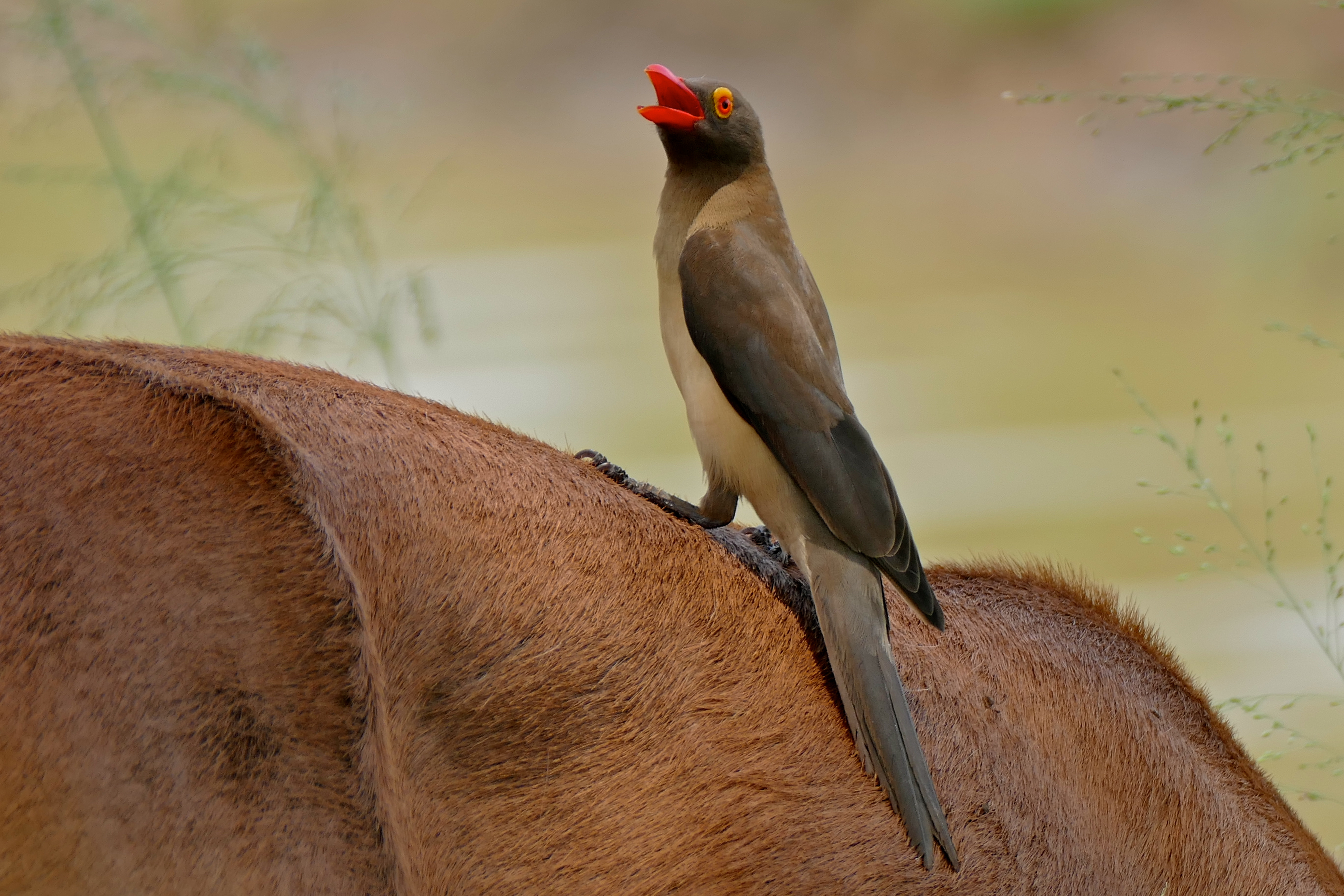
أوكسبيكر أحمر المنقار على ظهر فيل أفريقي

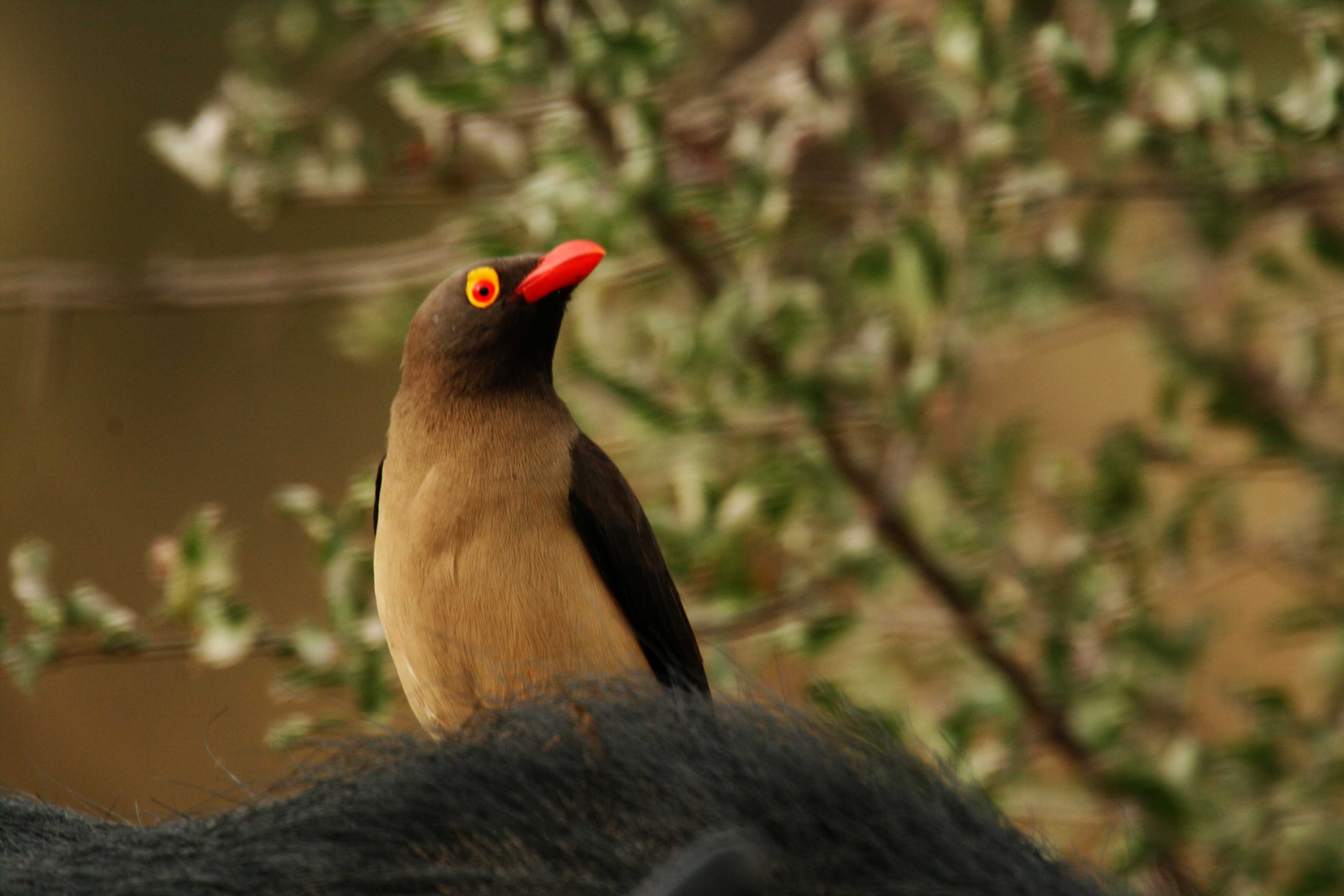
أوكسبيكر أحمر المنقار على ظهر جاموس

## روابط خارجية
- oxpecker باللون الأحمر - نص الأنواع في أطلس طيور الجنوب الأفريقي .
- مقاطع فيديو oxpecker باللون الأحمر والصور والأصوات على مجموعة الطيور على الإنترنت